# Sovinjska Brda
Sovinjska Brda (en italien : Berda di Sovignacco) est une localité de Croatie située en Istrie, dans la municipalité de Buzet, dans le comitat d'Istrie. En 2001, la localité comptait 35 habitants.

## Démographie
| 1948 | 1953 | 1961 | 1971 | 1981 | 1991 | 2001 |
| ---- | ---- | ---- | ---- | ---- | ---- | ---- |
| 249  | 211  | 196  | 131  | 82   | 66   | 35   |